# Dicranocnemus hirtipes
Dicranocnemus hirtipes är en skalbaggsart som beskrevs av Schein 1958. Dicranocnemus hirtipes ingår i släktet Dicranocnemus och familjen Melolonthidae. Inga underarter finns listade i Catalogue of Life.